# 대한성공회 강화성당 제대 및 세례대
대한성공회 강화성당 제대 및 세례대는 인천광역시 강화군 강화성당에 있는 의례물이다. 2017년 12월 5일 대한민국의 국가등록문화재 제705호로 지정되었다.

## 개요
등록문화재 제705호 ｢대한성공회 강화성당 제대 및 세례대｣는 사적 제424호 「대항성공회 강화성당」 안에 있는 핵심적인 의례물로 1900년 건축 당시 강화도 지역의 화강암을 재료로 제작되었으며 세례대에는 ‘修己洗心去惡作善(수기세심거악작선)’, ‘重生之泉(중생지천)’이라는 글씨가 새겨져 있어 개신교의 한국 토착화 사례를 보여주는 대표적인 유물이다. 한국의 성공회 교단에서 최초로 제작된 역사적 가치와 더불어 내부 구조물과 조화를 이루는 단순하고 소박한 형상은 경건한 종교적 분위기를 띠고 있다. 또한, 유물의 위치와 모습이 원형 그대로 보존되어 있고 현재까지도 의례물로서 원래의 기능대로 사용되고 있다.

## 같이 보기
- 대한성공회 강화성당 - 사적 제424호

## 참고 자료
- 대한성공회 강화성당 제대 및 세례대 - 국가유산청 국가유산포털